# Avedøre Sogn
Avedøre Sogn er et sogn i Rødovre-Hvidovre Provsti (Helsingør Stift).
Avedøre blev i 1893 overført fra Glostrup Sogn til Brøndbyøster Sogn, men fik langt til Brøndbyøster Kirke omend ikke så langt som til Glostrup Kirke. I 1956 fik Avedøre en hjælpepræst. Den ny præst i 1958 fik titel af kapellan og tog bopæl i sognet. I 1964 blev en vandrekirke indviet, og Avedøre blev udskilt som kirkedistrikt i Brøndbyøster Sogn, der havde hørt til Smørum Herred i Københavns Amt.
Avedøre Kirkedistrikt blev i 1965 udskilt som det selvstændige Avedøre Sogn. Det blev i 1974 flyttet fra Glostrup Kommune til Hvidovre Kommune. Den nuværende Avedøre Kirke blev indviet i 1977. 
I Avedøre Sogn findes følgende autoriserede stednavne:
- Avedøre (bebyggelse, ejerlav)
- Avedøre Holme (areal)
- Avedøre Strand (bebyggelse)